# Лі Карслі
Лі Карслі (англ. Lee Carsley, нар. 28 лютого 1974, Бірмінгем) — ірландський футболіст, півзахисник. Насамперед відомий виступами за клуби «Дербі Каунті» та «Евертон», а також національну збірну Ірландії. По завершенні ігрової кар'єри — футбольний тренер.

## Клубна кар'єра
У дорослому футболі дебютував 1992 року виступами за команду клубу «Дербі Каунті», в якій провів сім сезонів, взявши участь у 138 матчах чемпіонату.
Згодом з 1999 по 2002 рік грав у складі команд клубів «Блекберн Роверз» та «Ковентрі Сіті».
Своєю грою за останню команду привернув увагу представників тренерського штабу клубу «Евертон», до складу якого приєднався 2002 року. Відіграв за клуб з Ліверпуля наступні шість сезонів своєї ігрової кар'єри. Більшість часу, проведеного у складі «Евертона», був основним гравцем команди.
Протягом 2008—2010 років захищав кольори команди клубу «Бірмінгем Сіті».
До складу клубу «Ковентрі Сіті» повернувся 2010 року. Відіграв за його команду один сезон, після чого вирішив завершити кар'єру гравця і залишився працювати у клубній структурі тренером юнацької команди.

## Виступи за збірну
1997 року дебютував в офіційних матчах у складі національної збірної Ірландії. Провів у формі головної команди країни 39 матчів.
У складі збірної був учасником чемпіонату світу 2002 року в Японії і Південній Кореї.

## Тренерська кар'єра
По завершенні ігрової кар'єри Карслі залишився у «Ковентрі Сіті» і у липні 2011 року став тренером юнацької команди U-18. Після звільнення головного тренера першої команди Енді Торна 26 серпня 2012 року, Карслі та Річард Шоу зайняли посади тимчасових тренерів до призначення Марка Робінса 19 вересня. Пізніше в тому ж сезоні, коли Робінс покинув клуб 14 лютого 2013 року, Карслі знову став тимчасовим головним тренером, цього разу сам, до призначення Стівена Пресслі 8 березня. В травні 2012 року Лі увійшов до тренерського штабу першої команди, де працював до липня 2013 року.
У липні 2013 року Карслі приєднався до клубу Першої ліги «Шеффілд Юнайтед», увійшовши до тренерського штабу свого колишнього одноклубника по «Евертону» Девідом Вейром. Після перемоги в першій грі сезону проти «Ноттс Каунті» (2:1), «клинки» не змогли виграти жодного з наступних 12 матчів, через що Карслі та Вейр були звільнені 11 жовтня 2013 року.
У середині жовтня 2014 року Карслі був призначений тренером юнацької команди клубу Чемпіоншипу «Брентфорд». 28 вересня 2015 року Карслі був підвищений до головного тренера першої команди після звільнення Марінуса Дейкгейзена. Лі керував командою до 30 листопада, коли команду очолив Дін Сміт. Карслі залишився в команді, щоб допомогти Сміту інтегруватися в клуб, перш ніж покинув його 10 грудня.
29 серпня 2016 року Карслі був призначений головним тренером юнацької команди «Манчестер Сіті» U18. Він провів успішний сезон 2016/17, посівши перше місце в Північному дивізіоні Професійної ліги розвитку U18 і дійшовши до фіналу молодіжного Кубка Англії 2017 року, після чого покинув клуб у червні 2017 року.
23 червня 2017 року Карслі повернувся до «Бірмінгем Сіті», обійнявши посаду головного тренера юнацької команди. Після звільнення менеджера Гаррі Реднаппа 16 вересня 2017 року Карслі був призначений тимчасовим головним тренером першої команди. Під його керівництвом клуб провів три матчі, а 29 вересня Карслі став помічником нового тренера Стіва Коттерілла. В березні 2018 року вони разом були звільнені з посад.
29 серпня 2017 року було оголошено, що Карслі паралельно з роботою у клубі став асистентом Ейді Бутройда у молодіжній збірній Англії, де залишався три роки. У вересні 2020 року Карслі оголосили головним тренером юнацької збірної Англії U-20, де провів один рік, після чого 27 липня 2021 року був призначений головним тренером молодіжної збірної Англії. 8 липня 2023 року його команда виграла молодіжний чемпіонат Європи, обігравши у фіналі Іспанію з рахунком 1:0, вигравши цей турнір вперше з 1984 року.
9 серпня 2024 року призначений тимчасовим головним тренером національної збірної Англії після відставки Гарета Саутгейта.

## Досягнення

### Як тренера
- Чемпіон Європи серед молодіжних команд (2): 2023, 2025